# Dirk Raphaelsz Camphuysen
Dirk Raphaelsz Camphuysen ( Nacido el 1586 en Gorinchem, Países Bajos, y fallecido el 9 de julio de 1627 en Dokkum, Países Bajos) fue un pintor, poeta y teólogo neerlandés.

## Biografía
Hijo de un cirujano y una menonita cuyo padre fue decapitado por ser anabaptista, nació en Gorinchem. Empezó siendo aprendiz del pintor Dirck Govertsz. Recibió clases de latín del rector del colegio de la ciudad, obteniendo un certificado en literatura y lógica. 
En 1608 ingresa en el "Staten-College", colegio de teología pagado por el Estado, de Leiden. En el aquel momento el Colegio estaba dirigido por el filósofo y teólogo Petrus Bertius.  En 1611 se convierte en tutor de los hijos de Gideon van den Boetzelaer, gobernador de Loevestein, por lo que dejó aparcada la pintura. En esos años se dedicó a retomar los estudios de teología. En abril de 1613, contrae matrimonio con Anneke van Allendorp, hermana de un compañero suyo de los tiempos en el "Staten-College" e institutriz de la Familia van den Boetzelaer, a la que había conocido en 1611.
Tras sustituir en alguna ocasión a Jacobus Taurinus como pastor en la Catedral de San Martín de Utrecht, es elegido para ser el pastor de Vleuten. Sin embargo, cuando los gomaristas declararon que ya no consideraban a los arministas miembros de la Iglesia Protestante y Mauricio de Nassau los apoyo, se le prohibió seguir predicando en la provincia de Utrecht. Decide entonces exiliarse.
En Ámsterdam  Camphuysen consiguió un trabajo en una imprenta y en la editorial Willem Janszse y se dedica a escribir poesía, pero en 1620 es desterrado. Se dirige con su familia a Norden (Alemania) donde abre una imprenta. Ese mismo año publica un libro de poesía titulado De Broderlycke Eendracht.
Cuando en 1622 Ernesto de Mansfeld se dirigió con sus tropas a Frisia Oriental, huye de Norden y marcha a Harlingen, donde edita Stichtelycke rymen de forma anónima en 1624.De nuevo tuvo que huir, esta vez a la Isla de Ameland, en aquella época independiente, cuando se tomaron en Frisia medidas más severas contra los protestantes. A los cinco meses abandona la isla para ir a Dokkum donde en 1627, año de su muerte, escribirá el cancionero Stichtelycke rymen.

## Obras
Tras el exilio, aparentemente se dedicó a la poesía en lugar de la pintura, pues se pueden encontrar muy pocas de sus pinturas de esa época. Antes de 1611, cuando se convierte en tutor, Arnold Houbraken afirma que tuvo con bastante éxito. Houbraken lo destaca como un gran pintor de paisajes con granjas y animales y de escenas que ocurren a la luz de la luna. Algunos consideran que su sobrino Rafael (nacido en 1597) y su hijo Govert (1624-1674), seguidor de Paul Potter, fueron el autores de varias de las obras, en su mayoría cuadros pequeños, que le son atribuidas.
Camphuysen dejó una traducción de los Salmos y una serie de pequeños poemas. También fue autor de varias obras religiosas, entre las que se encuentra un Compendium Doctrinae Sociniorum.